# 아우토반 19호선
아우토반 19호선(독일어: Bundesautobahn 19)은 로스토크와 베를린을 사이에 둔 아우토반으로, 총 연장 124km의 거리를 이룬다. 접촉하고 있는 주요 도로로는 로스토크에서는 아우토반 24호선과 접촉하고, 베를린에서는 독일 연방도로 A10호선과도 직접 연결시킨다. 